# Преображенка (Славгородский район)
Преображенка — упразднённое село в Славгородском районе Алтайского края. Точная дата упразднения не установлена.

## География
Располагалось в 8 км к северо-востоку от села Нововознесенка.

## История
Основано в 1923 г. В 1928 г. посёлок Преображенский состоял из 85 хозяйств, центр Преображенского сельсовета Знаменского района Славгородского округа Сибирского края.

## Население
В 1928 году в посёлке проживало 510 человек (257 мужчин и 253 женщины), основное население — украинцы.